# Tutú

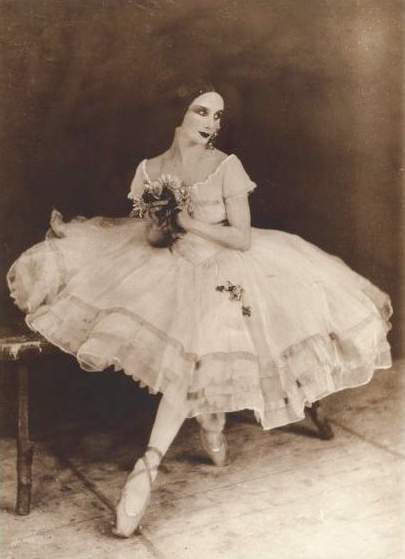
Anna Pávlova viste el tutú romántico en Giselle.

Un tutú es parte de la indumentaria llevada por las bailarinas de danza clásica. Cuando este vestido apareció en los años 1820 no se definía como tutú; este nombre le fue dado a partir de 1881. 
Apareció por primera vez en 1831, en el Ballet de las monjas de la ópera Robert le diable de Giacomo Meyerbeer, con Marie Taglioni en el papel de abadesa. Fue esta bailarina la que inmortalizó este tipo de vestidura: un corpiño ceñido y una falda ligera y vaporosa confeccionada a base de varias capas que, si es larga (casi hasta el tobillo), se llamará tutú romántico, y cuando es corta se denominará tutú a la italiana. El traje de La sílfide pasará a convertirse en el uniforme, por excelencia, de las bailarinas. Más tarde, el tutú romántico, blanco y largo, caracterizará a las bailarinas de Giselle, La bayadera, etc.
Cuando nos referimos a las invenciones que más han destacado en la historia de la humanidad dentro del área de la costura, los tutús de ballet se encuentran ubicados en los primeros puestos. Esto no es para nada casual, ya que se trata de piezas complejas de indumentaria que pueden llevar hasta 100 horas de trabajo en los casos más exigentes.
¿Qué es un tutú? En pocas palabras, podríamos decir que se trata de una pieza de indumentaria utilizada por las bailarinas de ballet y que cuenta con ciertas características básicas que no pueden faltar como ser ligero, transparente, vaporoso, translúcido y fino.

## Tipos de tutús
El romántico: Este tutú de ballet cuenta con una falda de tres cuartos de largo y su forma es más bien de tipo acampanado. Su forma y estética persigue el objetivo de reflejar lo etéreo de su naturaleza y la ligereza del material, y son utilizados con mucha frecuencia por ballets clásicos del estilo de “Las Sílfides” o de “Giselle”. Dentro de esta categoría existen dos tutús con estructura diferente: por un lado, aquellos con faldones más largos y que abarcan una mayor parte del torso y por el otro, aquellos cuya falda arranca desde la cintura.
El clásico: Si bien se trata del modelo más conocido y habitualmente visto dentro del ballet, este tutú es posterior y contemporáneo al romántico. ¿Cómo surgió esta pieza de indumentaria en particular? Como consecuencia de los pedidos multitudinarios de los espectadores para tener una mejor visión de los intrincados movimientos de danza de las bailarinas sobre el escenario. El tutú clásico es más rígido y tiene una longitud casi idéntica al resto de los modelos. Existen dos tipos de tutú clásico: por un lado, el que consta de muchas capas de tul; por el otro, el tutú “campana” que tiene una falda un poco más larga y no tiene la típica forma de aro rígido como en el anterior.
El Balanchine: También se lo conoce como “Karinska” como una forma de honrar el nombre de su diseñadora de origen ruso. La estructura es muy similar al tutú clásico, aunque no cuenta con tantas capas como en el caso anterior y la falda tiene un aspecto y una caída mucho más suave y natural. Fue diseñado en un primer momento para lucirse en “El valle de la sinfonía en C” de Bizet.
De plato: Por último está el tutú de plato, con una falda plana que sale de la cintura de la bailarina. En cuanto a su estructura básica, es muy similar al clásico aunque tiene un menor volumen y es mucho más plano.